# Альбан Майнцский
Альбан Майнцский (лат. Albanus Mogontiacensis; ? — около 406, Майнц) — священник, миссионер и мученик. Годы жизни его являются весьма условными, хотя само его существование признаётся большинством исследователей. Святой, почитаемый Римско-католической церковью (память совершается 21 июня, когда по всей Баварии и в Майнце проходит фестиваль).

## Биография
В мартиролог Альбан был занесен епископом Майнца Рабаном Мавром (847—856). Почитание Альбана распространяется в Западной Европе только в IX—XI веках. Согласно этим сведениям, Альбан был греческим священником с острова Наксос (Эгейское море), изгнанным арианами. Другие версии предполагают, что его родиной была Албания или северная Африка. Во времена императора Феодосия I Великого вместе со странствующим епископом Феонестом и мучеником Урсом он посетил Медиолан (Милан). После мученической кончины Урса в Аосте (около 385 года) Альбан и Феонест были посланы и Амвросием Медиоланским в Майнц (римский Могонциак), где начали евангельскую проповедь среди галлов (около 404 года). Незадолго до их прихода из Майнца за своё негативное отношение к арианству был изгнан местный епископ Ореус. В 406 году при взятии города вандалами Альбан был обезглавлен. Ту же смерть принял и его спутник Феонест. По легенде Альбан был захвачен врасплох во время молитвы и был сражен мечом вандала-арианина. Та же легенда утверждает, что Альбан положил свою отрубленную голову на то место, где он хотел быть похороненным.
Иногда Альбан называется учеником Феонеста, сопровождавшим последнего до место его служения епископом в Майнце и оставшимся с ним. По мнению некоторых авторов, они прошли через область Намюр, прежде чем прибыли в Майнц. Этим объясняется освящение при Альберте II храма в честь Святого Альбана в Намюре в 1047 году.

## Почитание
Почитание Альбана Майнцского в каролингскую эпоху распространилось далеко за пределы Майнца. В 758 году часовня, построенная в его честь, упоминается в уставе аббатства Фульда. В конце VIII века архиепископ Майнца Рихульф (787—813) построил в его честь храм (базилику Святого Альбана), подчинённый местному бенедиктинскому аббатству — центру религиозной и интеллектуальной жизни средневекового Майнца. Ещё до завершения строительства этого храма в 794 году в нём была похоронена четвёртая жена Карла Великого Фастрада. В дальнейшем Карл Великий сам финансировал строительство базилики Святого Альбана. В течение долгого периода многие епископы Майнца также избирали этот храм местом своей усыпальницы.
Альбан Майнцский, считающийся одним из покровителей Майнца, почитался как целитель, излечивающий эпилепсию, каменную болезнь, грыжу, головную боль, отравления. Исследования позднеримского кладбища в Майнце свидетельствуют о древности местного почитания Альбана. Одну из могил этого кладбища считают местом захоронения Святого Альбана.
В 1060—1062 годах майнцский каноник Гоцвин составил «Страсти святого Альбана», дополненные Майнцским архиепископом Зигфридом.
В силу характера своей смерти на многих иконах Альбан изображён с мечом в руке. Из-за сходства обстоятельств гибели и имени Альбана Майнцского часто путают с британским мучеником Альбаном Веруламским. Так, на гербе тирольской коммуны Матрай-ин-Осттироль изображён Албан Веруламский, хотя покровителем считается Альбан Майнцский.

## Небесный покровитель
- города Майнц,
- епархии Намюр,
- кафедрального собора Сент-Обен в Намюре,
- собора Санкт-Альбан в Базеле, освящённого в 1083 году.